# Contea di Shangnan
La contea di Shangnan (商南县S, Shāngnán XiànP) è una contea della Cina, situata nella provincia dello Shaanxi e amministrata dalla prefettura di Shangluo.